# Paratettix curtipennis
Paratettix curtipennis är en insektsart som först beskrevs av Hancock, J.L. 1912.  Paratettix curtipennis ingår i släktet Paratettix och familjen torngräshoppor. Inga underarter finns listade i Catalogue of Life.